# Hartmut Badenhop
Hartmut Badenhop (* 16. September 1930 in Großburgwedel; † 25. Juli 2025 in Hannover) war ein deutscher evangelischer Theologe. Von 1982 bis 1994 war er Landessuperintendent für den Sprengel Hannover der Evangelisch-lutherischen Landeskirche Hannovers.

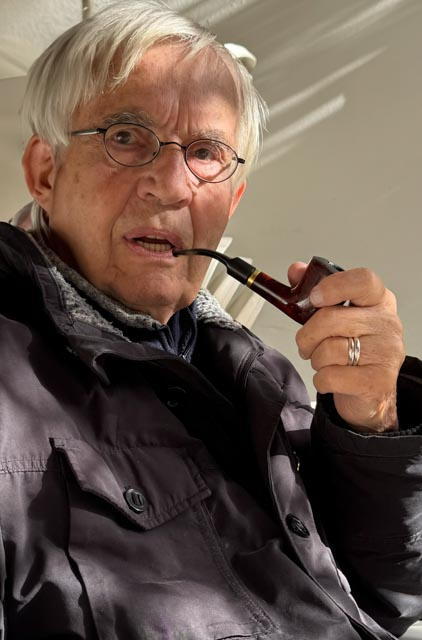
Hartmut Badenhop

## Leben
Hartmut Badenhop wurde als Sohn des Pastors und Vorstands der Pestalozzi-Stiftung Johannes Badenhop in Burgwedel bei Hannover geboren. Ein Bruder fiel 20-jährig im Russland-Feldzug im Zweiten Weltkrieg, Bruder Hans-Georg studierte Evangelische Theologie und wurde Pastor und, wie Vater Johannes, Vorstand der Pestalozzi-Stiftung.
Auch Hartmut Badenhop studierte Evangelische Theologie, an der Universität Göttingen, Basel und Tübingen. 1951 wurde er Mitglied im Tübinger, 1952 Göttinger Wingolf. 1958 wurde Badenhop zum Pastor ordiniert. Zudem war er geprüfter B-Kirchenmusiker.
Er war Schülerpastor im Landesjugendpfarramt der Evangelisch-lutherischen Landeskirche Hannovers und wirkte ab 1962 als Pastor in Grone (Göttingen). 1967 wurde Badenhop Superintendent im damaligen Kirchenkreis Göttingen-Nord. Von 1982 bis 1994 war er Landessuperintendent für den Sprengel Hannover.
Ab 1965 war Badenhop Mitglied der Landessynode der Evangelisch-lutherischen Landeskirche Hannovers und gehörte ihr bis 1982 an. 1969 war er Mitbegründer der Synodalgruppe Offene Kirche in der hannoverschen Landessynode. Ab 1985 war er für sechs Jahre Mitglied der siebten Synode der Evangelischen Kirche in Deutschland.
Badenhop nahm bereits 1949 an der Evangelischen Woche teil, später benannt in Deutscher Evangelischer Kirchentag. Bis 1991 wirkte er in dessen Präsidium mit und bereitete den Kirchentag 1983 in Hannover maßgeblich mit vor.
Von 1969 bis zur Auflösung des Vereins 2009 war Badenhop ehrenamtlicher Vorsitzender des Diakonischen Werks St. Petri Göttingen-Grone e.V.
Badenhop wohnte in Hannover-Waldhausen, war verheiratet und Vater von vier Söhnen.
Badenhop verband eine lebenslange Freundschaft mit dem langjährigen Ministerpräsidenten Nordrhein-Westfalens und Bundespräsidenten Johannes Rau, den er 2006 auch beerdigte.

## Schriften (Auswahl)
- Um's Himmels willen: 101 Stücke für Nachdenkliche, Lutherhaus, Hannover 1982, ISBN 3-87502-146-0
- Die Pestalozzi-Stiftung in der Zeit des Nationalsozialismus, in: Chancen geben – Leben lernen. Festschrift zum 150-jährigen Jubiläum der Pestalozzi-Stiftung in Burgwedel, Burgwedel 1996, S. 92–102